# A State of Trance
A State of Trance (a menudo abreviado como ASOT) es un programa de radio de música electrónica presentado por el DJ y productor neerlandés Armin van Buuren, acompañado por Ruben de Ronde. Comenzó a emitirse en junio de 2001 y toma el formato de una mezcla de dos horas dentro de los géneros trance y progressive.
Se emite los jueves a las 20:00 (CET) y su número de oyentes se estima en 40 millones.

## Formato y emisiones
El programa suele tomar el formato de una mezcla de dos horas en las cuales se presentan, fundamentalmente, las últimas novedades musicales dentro de los géneros trance y progressive. También se realizan episodios especiales: emisiones de sesiones grabadas, los programas en los que se elige el Tune of the Year, los Year Mix, las ediciones de aniversario, así como especiales diversos.
Actualmente, se transmite por sitios web como DI.FM y por muchas estaciones de radio de todo el mundo. Además, se emite también por Youtube, donde están subidos los programas completos de manera oficial (desde el episodio 757 en audio y desde el episodio 800 Parte 2 en vídeo), Twitch, Facebook y VK. Las pistas individuales están disponibles en varios servicios de transmisión, incluidos Spotify, iTunes, Deezer, Tidal y Anghami. Las listas de pistas de cada episodio se pueden encontrar en la descripción de cada transmisión de YouTube, en 1001tracklists.com y en el sitio web de A State Of Trance.

## Historia
El 1 de junio de 2001 (viernes), se emitió el episodio 001 a través de ID&T Radio y comenzaron sus emisiones semanales. En los tres primeros episodios, el programa se llamó "Into Trance". A partir del episodio 004, se empezó a llamar "A State Of Trance".
Desde el episodio 017, se emite los jueves.
El episodio 182 fue el último en transmitirse a través de ID&T Radio ya que el programa fue cancelado inesperadamente después de que la estación decidiera cambiar su política musical. El episodio 183 se emitió un mes más tarde, a través de la estación de radio por internet ETN.fm. Para adaptarse mejor a una audiencia internacional, Armin pasó de presentar en neerlandés a presentar en inglés.
A partir del episodio 185, el programa pasó de ETN.fm a DI.FM y comenzó a sincronizarse en muchas estaciones de radio nacionales.
Desde el episodio 500, las celebraciones episódicas anuales de A State of Trance han reemplazado al festival Trance Energy (más tarde simplemente llamado Energy, centrándose en electro house en lugar de trance) como el evento de música trance más importante de los Países Bajos, donde cada año tiene lugar la mayor de dichas celebraciones.
Desde el episodio 800 Parte 2, se empieza a transmitir en vídeo a través de YouTube desde un nuevo estudio en Ámsterdam. Además, el DJ y productor neerlandés Ruben de Ronde empieza a copresentar el programa junto a Armin van Buuren.
Desde el episodio 922 y en la mayoría de programas, distintos DJs son invitados para mezclar durante una parte del programa. Por otra parte, Armin se ausenta en algún episodio de manera esporádica y otros DJs, como Ferry Corsten, presentan esos episodios.
En el episodio 972, se anuncia una residencia mensual de Ferry Corsten en el programa.

## Secciones regulares
En cada una de las emisiones se presentan varias canciones seleccionadas como Tune of the Week, Future Favourite, Service for Dreamers, Trending Track y Progressive Pick.

### Tune of the Week
El Tune of the Week es seleccionado por Armin van Buuren como su elección personal del mejor tema nuevo del episodio.

### Future Favorite
El Future Favorite es votado por los oyentes de una lista de nuevos temas del episodio de la semana anterior. Esta sección comenzó en el episodio 090. La encuesta tiene lugar en https://www.astateoftrance.com/futurefavorite/.

### Service For Dreamers
El Service For Dreamers es una sección en la que los oyentes tienen la oportunidad de pedir y presentar una canción que sea considerada como "clásico". Del episodio 284 al 769, Armin presentaba un tema "clásico" en la sección ASOT Radio Classic y entre los episodios 770 y 799 en la sección Armin's Oldskool Classic. Armin también reprodujo un tema "clásico" en cada uno de los primeros 16 episodios en los primeros días del programa de radio.

### Trending Track
El Trending Track es el tema más comentado del episodio de la semana anterior. Esta sección comenzó en el episodio 706.

### Progressive Pick
El Progressive Pick es un nuevo tema destacado de progressive trance. Esta sección comenzó en el episodio 717.

## Tune of the Year
A finales de cada año, Armin van Buuren presenta un episodio que contiene los mejores temas del año, los cuales son votados por los oyentes en la página web oficial del programa.
- Top 20 of 2001: Episodio 028 (27/12/2001).
- Top 20 of 2002: Episodio 078 (26/12/2002).
- Top 20 of 2003: Episodio 129 (25/12/2003).
- Top 20 of 2004: Episodio 181 (30/12/2004).
- Top 20 of 2005: Episodio 228 (22/12/2005).
- Top 20 of 2006: Episodio 280 (21/12/2006).
- Top 20 of 2007: Episodio 331 (20/12/2007).
- Top 20 of 2008: Episodio 383 (18/12/2008).
- Top 20 of 2009: Episodio 436 (24/12/2009).
- Top 20 of 2010: Episodio 488 (23/12/2010).
- Top 20 of 2011: Episodio 540 (22/12/2011).
- Top 20 of 2012: Episodio 592 (20/12/2012).
- Top 20 of 2013: Episodio 644 (19/12/2013).
- Top 25 of 2014: Episodio 694 (18/12/2014).
- Top 25 of 2015: Episodio 745 (24/12/2015).
- Top 25 of 2016: Episodio 795 (22/12/2016).
- Top 50 of 2017: Episodio 845 (21/12/2017).
- Top 50 of 2018: Episodio 895 (21/12/2018).
- Top 50 of 2019: Episodio 945 (19/12/2019).
- Top 50 of 2020: Episodio 996 (24/12/2020).
- Top 50 of 2021: Episodio 1048 (23/12/2021).
- Top 50 of 2022: Episodio 1100 (22/12/2022).
- Top 50 of 2023: Episodio 1152 (21/12/2023).
- Top 50 of 2024: Episodio 1204 (19/12/2024).

## A State Of Trance Year Mix
Desde 2004 y a finales de año, Armin van Buuren presenta un Year Mix que contiene los mejores temas del año (en torno a un centenar) mezclados en un set de 2 horas. Además, dicho set es editado en doble CD.
- A State Of Trance Year Mix 2004: Episodio 182 (06/01/2005).
- A State Of Trance Year Mix 2005: Episodio 229 (29/12/2005).
- A State Of Trance Year Mix 2006: Episodio 281 (28/12/2006).
- A State Of Trance Year Mix 2007: Episodio 332 (27/12/2007).
- A State Of Trance Year Mix 2008: Episodio 384 (25/12/2008).
- A State Of Trance Year Mix 2009: Episodio 437 (31/12/2009).
- A State Of Trance Year Mix 2010: Episodio 489 (30/12/2010).
- A State Of Trance Year Mix 2011: Episodio 541 (29/12/2011).
- A State Of Trance Year Mix 2012: Episodio 593 (27/12/2012).
- A State Of Trance Year Mix 2013: Episodio 645 (26/12/2013).
- A State Of Trance Year Mix 2014: Episodio 695 (26/12/2014).
- A State Of Trance Year Mix 2015: Episodio 746 (31/12/2015).
- A State Of Trance Year Mix 2016: Episodio 796 (29/12/2016).
- A State Of Trance Year Mix 2017: Episodio 846 (28/12/2017).
- A State Of Trance Year Mix 2018: Episodio 896 (28/12/2018).
- A State Of Trance Year Mix 2019: Episodio 946 (26/12/2019).
- A State Of Trance Year Mix 2020: Episodio 997 (31/12/2020).
- A State Of Trance Year Mix 2021: Episodio 1049 (30/12/2021).
- A State Of Trance Year Mix 2022: Episodio 1101 (29/12/2022).
- A State Of Trance Year Mix 2023: Episodio 1153 (28/12/2023).
- A State Of Trance Year Mix 2024: Episodio 1205 (26/12/2024).

## Ediciones especiales de aniversario
Cada año en el aire comprende aproximadamente 50 episodios semanales. Al cumplir un nuevo aniversario, Armin van Buuren realiza un especial, compuesto por guestmixes y/o shows en vivo.
Desde el episodio 500, las celebraciones episódicas anuales de A State of Trance han reemplazado al festival Trance Energy (más tarde simplemente llamado Energy, centrándose en electro house en lugar de trance) como el evento de música trance más importante de los Países Bajos, donde cada año tiene lugar la mayor de dichas celebraciones.

### A State Of Trance 100
Especial de 5 horas desde Bloomingdale, Bloemendaal aan Zee, Países Bajos. 05/06/2003.
- Hora 1: Novedades
- Hora 2: Jon O'Bir. Marco V
- Hora 3: Harry Lemon. Best of A State of Trance
- Hora 4: Best of A State of Trance
- Hora 5: Armin van Buuren

### A State Of Trance 200
Especial de 4 horas desde Museumplein, Ámsterdam, Países Bajos. 02/06/2005.
- Horas 1 y 2: Megamix de los temas más pedidos por los oyentes
- Hora 3: Guest Mix de Gabriel & Dresden
- Hora 4: Armin van Buuren desde Museumplein, Ámsterdam, Países Bajos. 02/06/2005.

### A State Of Trance 250
Especial de 8 horas y media desde Asta, La Haya, Países Bajos. 25/05/2006.
- 20:00-21:00: Classics Ableton Mix
- 21:00-22:00: Jonas Steur
- 22:00-23:00: M.I.K.E.
- 23:00-00:00: John Askew
- 00:00-02:00: Armin van Buuren
- 02:00-03:00: Rank 1
- 03:00-04:30: Menno de Jong

### A State Of Trance 300
Parte 1. 10/05/2007.
- Hora 1: Classics Mix
- Hora 2: Guest Mixes de Menno de Jong, Marcel Woods, Sean Tyas y Aly & Fila.

Parte 2: Especial de 7 horas desde Pettelaarse Schans, Bolduque, Países Bajos. 17/05/2007.
- 15:00-16:00: Aly & Fila
- 16:00-17:00: Sean Tyas
- 17:00-18:00: Menno de Jong
- 18:00-19:00: Marcel Woods
- 19:00-20:00: Markus Schulz
- 20:00-22:00: Armin van Buuren

### A State Of Trance 350
Especial de 9 horas desde NOXX, Amberes, Bélgica. 01/05/2008.
- 20:00-21:00: DJ Shah
- 21:00-22:00: M.I.K.E.
- 22:00-23:00: John O'Callaghan
- 23:00-00:00: Aly & Fila
- 00:00-01:00: Nic Chagall
- 01:00-03:00: Armin van Buuren
- 03:00-05:00: Markus Schulz

### A State Of Trance 400
Retransmisión especial de 72 horas incluyendo tres shows, episodios clásicos y guest mixes. Horarios CET.
Parte 1:
Show 1: Desde Club Bután, Wuppertal, Alemania. 16/04/2009.
Area 1
- 20:00-21:00: Myon & Shane54
- 21:00-22:00: Arnej
- 22:00-23:00: Duderstadt
- 23:00-00:00: Roger Shah
- 00:00-01:00: Gareth Emery
- 01:00-03:00: Armin van Buuren
- 03:00-04:00: Super8 & Tab
- 04:00-05:00: Daniel Kandi
- 05:00-06:00: Sied van Riel

Area 2 (no retransmitida)
- 22:00-00:00: Wippenberg
- 00:00-02:00: Alex M.O.R.P.H.
- 02:00-04:00: W&W
- 04:00-06:00: Signum

Guest Mixes
- 06:00-07:00 ASOT 250 Classics Mix
- 07:00-08:00 Sean Tyas
- 08:00-09:00 Marcus Schossow
- 09:00-10:00 Rank 1
- 10:00-11:00 Thomas Bronzwaer
- 11:00-12:00 W&W
- 12:00-13:00 ASOT 250 Armin van Buuren
- 13:00-14:00 Robert Nickson
- 14:00-15:00 Mike Foyle
- 15:00-16:00 Heatbeat
- 16:00-17:00 First State
- 17:00-18:00 Signalrunners
- 18:00-19:00 Dash Berlin
- 19:00-21:00 ASOT 200
- 21:00-22:00 Ferry Corsten
- 22:00-23:00 Sander van Doorn

Parte 2:
Show 2: Desde Club AIR, Birmingham, Reino Unido. 17/04/2009.
Area 1
- 23:00-00:00: Arnej
- 00:00-01:00: Sied van Riel
- 01:00-02:00: Gareth Emery
- 02:00-04:00: Armin van Buuren
- 04:00-05:00: Markus Schulz
- 05:00-06:00: Daniel Kandi
- 06:00-07:00: Simon Patterson

Area 2 (no retransmitida)
- 23:00-01:00: Ashley Wallbridge
- 01:00-03:00: Mike Foyle
- 03:00-05:00: Sophie Sugar
- 05:00-07:00: Greg Downey

Guest Mixes
- 07:00-09:00: ASOT 004
- 09:00-10:00: Wippenberg
- 10:00-11:00: Airbase
- 11:00-12:00: M.I.K.E.
- 12:00-13:00: Alex M.O.R.P.H. & Woody van Eyden
- 13:00-14:00: Signum
- 14:00-16:00: ASOT 182
- 16:00-17:00: Blake Jarrell
- 17:00-18:00: The Blizzard
- 18:00-19:00: Sebastian Brandt
- 19:00-20:00: Ørjan Nilsen
- 20:00-21:00: Kyau & Albert
- 21:00-22:00: Above & Beyond

Parte 3:
Show 3: Desde Maassilo, Róterdam, Países Bajos. 18/04/2009.
Area 1 - A State Of Trance
- 22:00-23:00: Mr. Sam
- 23:00-00:00: Sied van Riel
- 00:00-01:00: Gareth Emery
- 01:00-03:00: Armin van Buuren
- 03:00-04:00: Aly & Fila
- 04:00-05:00: Daniel Kandi
- 05:00-06:00: Simon Patterson

Area 2 - Future Favorite
- 22:00-00:00: Roger Shah
- 00:00-02:00: Cosmic Gate
- 02:00-03:00: Ronski Speed
- 03:00-04:00: Nitrous Oxide
- 04:00-06:00: Richard Durand

Guest Mixes
- 06:00-07:00: Trance.nu Feature (Airbase)
- 07:00-08:00: Randy Boyer
- 08:00-09:00: Genix
- 09:00-10:00: Stoneface & Terminal
- 10:00-11:00: Cerf, Mitiska, & Jaren
- 11:00-12:00: Glenn Morrison
- 12:00-13:00: tyDi
- 13:00-14:00: Sophie Sugar
- 14:00-15:00: Leon Bolier
- 15:00-16:00: Martin Roth
- 16:00-17:00: Tenishia
- 17:00-18:00: John O'Callaghan
- 18:00-20:00: ASOT 001

### A State Of Trance 450
Incluyó 5 shows (Toronto, Nueva York (2), Bratislava y Breslavia).
Pre-party: Episodio regular desde The Guvernment, Toronto, Canadá. A continuación, se emitieron guest mixes de Derrick Summers (DJ Contest Winner), Roger Shah, John O'Callaghan, Dash Berlin, Cosmic Gate y Markus Schulz. 01/04/2010.
Show 1: Desde The Guvernment, Toronto, Canadá. 01/04/2010.
- 22:00-23:00: Arnej
- 23:00-00:00: Blake Jarrell
- 00:00-03:00: Armin van Buuren
- 03:00-04:00: Aly & Fila
- 04:00-05:00: Simon Patterson
- 05:00-06:00: Sean Tyas
- 06:00-07:00: Signum

Show 2: Desde Roseland Ballroom, Nueva York, Estados Unidos. 02/04/2010.
- 21:00-22:00: Cerf & Mitiska
- 22:00-23:00: DJ Eco
- 23:00-00:00: Rank 1
- 00:00-02:00: Armin van Buuren
- 02:00-03:00: Menno de Jong
- 03:00-04:00: DJ Shah
- 04:00-05:00: M.I.K.E.

Show 3: Desde Roseland Ballroom, Nueva York, Estados Unidos. 03/04/2010.
- 21:00-22:00: Breakfast
- 22:00-23:00: Lange
- 23:00-00:00: Giuseppe Ottaviani
- 00:00-02:00: Armin van Buuren
- 02:00-03:00: John O'Callaghan
- 03:00-04:00: Filo & Peri
- 04:00-05:00: Alex M.O.R.P.H.

Show 4: Desde Expo Arena, Bratislava, Eslovaquia. 09/04/2010.
- 20:00-21:00: Robert Burian warm-up set
- 21:00-22:00: Ashley Wallbridge
- 22:00-23:00: Myon & Shane 54
- 23:00-00:00: Dash Berlin
- 00:00-01:00: Gareth Emery
- 01:00-03:00: Armin van Buuren
- 03:00-04:00: Daniel Kandi
- 04:00-05:00: W&W
- 05:00-06:00: Marcus Schössow

Show 5: Desde Centennial Hall, Breslavia, Polonia. 24/04/2010. (Estaba planeado para el 10/04/2010, pero fue pospuesto debido al accidente aéreo en el que murieron el presidente de Polonia y miembros del gobierno, entre otras personas. Sebastian Brandt sustituyó a Cosmic Gate.)
- 20:00-21:00: Mat Zo
- 21:00-22:00: Jorn van Deynhoven
- 22:00-23:00: Super8 & Tab
- 23:00-00:00: Andy Moor
- 00:00-02:00: Armin van Buuren
- 02:00-03:00: Markus Schulz
- 03:00-04:00: Sied van Riel
- 04:00-05:00: Sebastian Brandt
- 05:00-06:00: Nitrous Oxide

### A State Of Trance 500
Incluyó 5 shows repartidos en los 5 continentes (Johannesburgo, Miami, Buenos Aires, Bolduque y Sídney).
Desde el episodio 500, las celebraciones episódicas anuales de A State of Trance han reemplazado al festival Trance Energy (más tarde simplemente llamado Energy, centrándose en electro house en lugar de trance) como el evento de música trance más importante de los Países Bajos, donde cada año tiene lugar la mayor de dichas celebraciones.
Pre-party: Incluyó el episodio regular y un show desde Trinity, Ciudad del Cabo, Sudáfrica. 17/03/2011.
- 20:00-21:00: Blake Jarrell
- 21:00-22:00: Protoculture
- 22:00-23:00: Leon Bolier
- 23:00-00:00: Jorn van Deynhoven
- 00:00-01:00: Lange
- 01:00-02:30: Armin van Buuren

Show 1: Desde MTN Expo Centre, Johannesburgo, Sudáfrica. Debido a la cancelación de su vuelo, Super8 & Tab no actuaron y la retransmisión comenzó con un mix de Armin desde el estudio. 19/03/2011.
- 20:00-21:00: Armin van Buuren classics mix desde el estudio
- 21:00-22:00: Blake Jarrell
- 22:00-23:00: Protoculture
- 23:00-00:00: Lange
- 00:00-02:00: Armin van Buuren
- 02:00-03:00: Leon Bolier
- 03:00-04:00: Jorn van Deynhoven

Show 2: Desde el Ultra Music Festival, Miami, Estados Unidos. 27/03/2011.
- 12:00-13:00: Marcus Schössow
- 13:00-14:30: Alex M.O.R.P.H.
- 14:30-16:00: Cosmic Gate
- 16:00-17:30: Gareth Emery
- 17:30-19:00: Ferry Corsten
- 19:00-21:00: Armin van Buuren
- 21:00-22:30: ATB
- 22:30-00:00: Sander van Doorn

Show 3: Desde G.E.B.A., Buenos Aires, Argentina. 02/04/2011.
- 20:00-21:15: Heatbeat
- 21:15-22:30: Jochen Miller
- 22:30-00:00: Dash Berlin
- 00:00-01:30: Markus Schulz
- 01:30-03:30: Armin van Buuren
- 03:30-04:45: John O'Callaghan
- 04:45-06:00: W&W

A State Of Trance 500 Radio 538 Pre-party: Retransmisión a través de la neerlandesa Radio 538 con un formato de episodio regular de 2 horas en neerlandés desde los Países Bajos. 08/04/2011.
Show 4: Desde Brabanthallen, Bolduque, Países Bajos. 09/04/2011.
20:00-21:00: Armin van Buuren warm-up set desde el estudio.
A State Of Blue
- 21:00-22:00: Mat Zo
- 22:00-23:00: Arty
- 23:00-00:30: Markus Schulz
- 00:30-02:00: Above & Beyond
- 02:00-04:00: Armin van Buuren
- 04:00-05:30: Gareth Emery
- 05:30-07:00: W&W

A State Of Green
- 21:00-22:00: Ashley Wallbridge
- 22:00-23:00: Arnej
- 23:00-00:00: Andy Moor
- 00:00-01:30: Paul Oakenfold
- 01:30-02:45: Cosmic Gate
- 02:45-04:00: Aly & Fila
- 04:00-05:00: John O'Callaghan
- 05:00-06:00: Roger Shah
- 06:00-07:00: Sean Tyas

A State Of Yellow
- 22:00-23:00: Eco
- 23:00-00:00: Alex M.O.R.P.H.
- 00:00-01:00: Menno de Jong
- 01:00-02:00: Rank 1
- 02:00-03:00: Sied van Riel
- 03:00-04:00: Myon & Shane 54
- 04:00-05:00: Giuseppe Ottaviani
- 05:00-06:00: Daniel Kandi

A State Of Orange
- 22:00-23:00: Ummet Ozcan
- 23:00-00:00: Tenishia
- 00:00-01:00: Ørjan Nilsen
- 01:00-02:00: Max Graham
- 02:00-03:00: Ben Gold
- 03:00-04:00: Signum
- 04:00-05:00: Robert Nickson
- 05:00-06:00: Claudia Cazacu

A State Of Red
- 21:00-23:00: SEAT's Next DJ: Silkens, DiVasco, Renvo, Kay Wilder
- 23:00-00:00: Estiva
- 00:00-01:00: Bart Claessen
- 01:00-02:00: Jon O'Bir
- 02:00-03:00: Sophie Sugar
- 03:00-04:00: First State
- 04:00-05:00: Marc Simz
- 05:00-06:00: Rafaël Frost

Show 5: Desde Acer Arena, Sídney, Australia. 16/04/2011.
- 21:00-22:00: Shogun
- 22:00-23:15: tyDi
- 23:15-00:30: Menno de Jong
- 00:30-01:45: Aly & Fila
- 01:45-03:00: Alex M.O.R.P.H.
- 03:00-06:00: Armin van Buuren

### A State Of Trance 550 - Invasion
Incluyó 6 shows (Londres, Moscú, Kiev, Los Ángeles, Miami y Bolduque).
Show 1: Desde Ministry Of Sound, Londres, Reino Unido. 01/03/2012.
- 18:00-19:00: Armin van Buuren warm-up set
- 19.00-21.00: Episodio regular
- 21:00-22:00: Tom Fall
- 22.00-23:00: Max Graham
- 23.00-00:00: Paul Oakenfold
- 00.00-02:00: Armin van Buuren
- 02.00-03:00: Lange
- 03.00-04:00: Solarstone

El show previsto el 3 de marzo en Belgrado, Serbia fue cancelado debido a las bajas temperaturas y a las fuertes nevadas. Estaba previsto que actuaran Andy Moor, Armin van Buuren, Dash Berlin, Judge Jules, Markus Schulz, Setrise y Simon Patterson.
Show 2: Desde Expocentre, Moscú, Rusia. 07/03/2012.
Area 1 - A State Of Blue
- 20:00-21:00: Armin van Buuren warm-up set
- 21:00-22:00: Ruben de Ronde
- 22:00-23:15: Rank 1
- 23:15-00:30: Arty
- 00:30-01:45: ATB
- 01:45-03:15: Armin van Buuren
- 03:15-04:30: Dash Berlin
- 04:30-05:45: W&W
- 05:45-07:00: Alex M.O.R.P.H.

Area 2 - A State Of Yellow
- 22:00-23:15: Heatbeat
- 23:15-00:30: Ummet Ozcan
- 00:30-01:45: First State
- 01:45-03:00: Arnej
- 03:00-04:15: Ashley Wallbridge
- 04:15-05:30: Ben Gold
- 05:30-06:40: Daniel Kandi b2b Ferry Tayle

Show 3: Desde International Exhibition Centre (IEC), Kiev, Ucrania. 10/03/2012.
- 20:00-21:00: Armin van Buuren warm-up set
- 21:00-22:00: Omnia
- 22:00-23:00: tyDi
- 23:00-00:15: Leon Bolier
- 00:15-01:30: Cosmic Gate
- 01:30-03:30: Armin van Buuren
- 03:30-04:45: Markus Schulz
- 04:45-06:00: Sean Tyas

Show 4: Desde Beyond Wonderland, San Bernardino, Estados Unidos. 17/03/2012.
- 14:00-15:00: Armin van Buuren warm-up set
- 15:00-16:30: Fei-Fei
- 16:30-17:45: Shogun
- 17:45-19:00: Sied van Riel
- 19:00-20:15: John O'Callaghan
- 20:15-21:30: Aly & Fila
- 21:30-22:45: Arty
- 22:45-00:00: Gareth Emery
- 00:00-02:00: Armin van Buuren

Show 5: Desde el Ultra Music Festival, Miami, Estados Unidos. 25/03/2012.
- 11:00-12:00: Armin van Buuren warm-up set
- 12:00-13:00: Eco
- 13:00-14:00: Marcus Schössow
- 14:00-15:00: Jochen Miller
- 15:00-16:00: Tritonal
- 16:00-17:00: Cosmic Gate
- 17:00-18:00: Sander van Doorn
- 18:00-19:00: Dash Berlin
- 19:00-20:00: Ferry Corsten
- 20:00-21:00: Armin van Buuren
- 21:00-22:00: Gareth Emery
- 22:00-23:00: ATB

A State Of Trance 550 Radio 538 Pre-party: Retransmisión a través de la neerlandesa Radio 538 con un formato de episodio regular de 2 horas en neerlandés desde los Países Bajos. 30/03/2012.
Show 6: Desde Brabanthallen, Bolduque, Países Bajos. 31/03/2012.
A State Of Blue
- 20:00-21:00: Armin van Buuren warm-up set
- 21:00-22:15: Jochen Miller
- 22:15-23:30: Sied van Riel
- 23:30-00:45: Gabriel & Dresden
- 00:45-02:00: Armin van Buuren
- 02:00-03:15: Ferry Corsten
- 03:15-04:30: Cosmic Gate
- 04:30-05:45: Aly & Fila
- 05:45-07:00: John O'Callaghan

A State Of Green
- 21:00-22:15: Super8 & Tab
- 22:15-23:30: Ørjan Nilsen
- 23:30-00:45: Arty
- 00:45-02:00: Gareth Emery
- 02:00-03:15: Markus Schulz
- 03:15-04:30: Armin van Buuren
- 04:30-05:45: W&W
- 05:45-07:00: Giuseppe Ottaviani

A State Of Yellow
- 21:00-22:00: Matt Darey
- 22:00-23:00: Protoculture
- 23:00-00:00: Stoneface & Terminal
- 00:00-01:00: Tritonal
- 01:00-02:00: Jorn van Deynhoven
- 02:00-03:00: Leon Bolier
- 03:00-04:00: Kyau & Albert
- 04:00-05:00: Bobina
- 05:00-06:00: Will Holland
- 06:00-07:00: Ronski Speed

A State Of Pink (Female State)
- 21:00-22:15: Miss Nine
- 22:15-22:30: Jwaydan (Live)
- 22:30-23:30: Nifra
- 23:30-23:45: Betsie Larkin (Live)
- 23:45-00:45: Vicky Devine
- 00:45-01:00: Ana Criado (Live)
- 01:00-02:00: Kristina Sky
- 02:00-02:15: Emma Hewitt (Live)
- 02:15-03:15: Sophie Sugar
- 03:15-03:30: Jaren (Live)
- 03:30-04:30: Claudia Cazacu
- 04:30-04:45: Aruna (Live)
- 04:45-06:00: Lisa Lashes

A State Of Red
- 21:00-22:00: Antillas
- 22:00-23:00: Mark Sixma
- 23:00-00:00: The Blizzard
- 00:00-01:00: Dennis Shepperd
- 01:00-02:00: Wezz Devall
- 02:00-03:00: Sebastian Brandt
- 03:00-04:00: Setrise
- 04:00-05:00: MaRLo
- 05:00-06:00: DNS Project

### A State Of Trance 600 - The Expedition
Incluyó 12 shows (Madrid, Ciudad de México, São Paulo, Minsk, Sofía, Beirut, Kuala Lumpur, Bombay, Miami, Guatemala, Nueva York y Bolduque).
Show 1 (Pre-party): Desde Florida Park, Madrid, España. 14/02/2013.
- 19:00-20:00: Armin van Buuren warm-up set
- 20:00-22:00: Episodio regular
- 22.00-23.00: Alexander Popov
- 23:00-00:00: Lange
- 00:00-02:00: Armin van Buuren
- 02:00-03:00: Ronski Speed
- 03:00-04:00: Giuseppe Ottaviani

Show 2: Desde Arena Ciudad de México, Ciudad de México, México. 16/02/2013.
- 20:00-21:00: Armin van Buuren warm-up set
- 21:00-22:15: Max Graham vs Protoculture
- 22:15-23:30: W&W
- 23:30-00:45: Markus Schulz
- 00:45-02:45: Armin van Buuren
- 02:45-04:00: Dash Berlin

Show 3: Desde Espaço das Americas, São Paulo, Brasil. 01/03/2013.
- 21:00-22:00: Armin van Buuren warm-up set
- 22:00-23:00: Ruben de Ronde
- 23:00-00:15: Tomas Heredia
- 00:15-01:30: Ørjan Nilsen
- 01:30-03:00: Markus Schulz
- 03:00-05:00: Armin van Buuren
- 05:00-06:00: Jorn van Deynhoven

Show 4: Desde Minsk Arena, Minsk, Bielorrusia. 07/03/2013.
- 21:00-22:15: Eximinds
- 22:15-23:30: Leon Bolier
- 23:30-01:00: Sied van Riel
- 01:00-02:30: Dash Berlin
- 02:30-04:30: Armin van Buuren
- 04:30-06:00: Sean Tyas

Show 5: Desde Arena Armeec, Sofía, Bulgaria. 08/03/2013.
- 22:00-23:15: Ruben de Ronde
- 23:15-00:30: Myon & Shane 54
- 00:30-02:00: Ferry Corsten
- 02:00-04:00: Armin van Buuren
- 04:00-05:30: Dash Berlin
- 05:30-07:00: Dennis Sheperd

Show 6: Desde Forum de Beyrouth, Beirut, Líbano. 09/03/2013.
- 21:00-22:00: Armin van Buuren warm-up set
- 22:00-23:00: Antillas
- 23:00-00:15: Andrew Rayel
- 00:15-01:30: Dash Berlin
- 01:30-03:30: Armin van Buuren
- 03:30-04:45: John O’Callaghan
- 04:45-06:00: MaRLo

Show 7: Desde Sepang International Circuit, Kuala Lumpur, Malasia. 15/03/2013.
- 17:00-18:00: Armin van Buuren warm-up set
- 18:00-19:20: Ben Gold
- 19:20-19:30: Pausa para el rezo
- 19:30-20:30: Super8 & Tab
- 20:30-21:40: W&W
- 21:40-22:50: Cosmic Gate
- 22:50-00:50: Armin van Buuren
- 00:50-02:00: Aly & Fila

Show 8: Desde Royal Western India Turf Club, Bombay, India. 16/03/2013.
- 16:00-17:00: Arnej
- 17:00-18:00: Rank 1
- 18:00-19:00: Shogun
- 19:00-20:00: Aly & Fila
- 20:00-22:00: Armin van Buuren

Show 9: Desde el Ultra Music Festival, Miami, Estados Unidos. 24/03/2013.
- 16:00-17.00: Armin van Buuren warm-up set
- 17:00-18:00: Tritonal
- 18:00-19:00: W&W
- 19:00-20:00: Cosmic Gate
- 20:00-21:00: ATB
- 21:00-22:00: Dash Berlin
- 22:00-23:00: Markus Schulz
- 23:00-00:30: Above & Beyond
- 00:30-02:00: Armin van Buuren
- 02:00-03:00: Ferry Corsten
- 03:00-04:00: Paul van Dyk

Show 10: Desde Super 24 Grounds, Guatemala, Guatemala. 27/03/2013.
- 17:00-18:30: Eco
- 18:30-19:45: Jochen Miller
- 19:45-21:00: BT
- 21:00-22:15: Andy Moor
- 22:15-23:30: W&W
- 23:30-01:00: Dash Berlin
- 01:00-03:00: Armin van Buuren

Show 11: Desde Madison Square Garden, Nueva York, Estados Unidos. 30/03/2013.
- 19:00-20:00: Armin van Buuren warm-up set
- 20:00-21:00: Alex M.O.R.P.H.
- 21:00-22:00: W&W
- 22:00-23:30: New World Punx (Ferry Corsten & Markus Schulz)
- 23:30-01.00: Armin van Buuren

Show 12: Desde Brabanthallen, Bolduque, Países Bajos. 06/04/2013.
Main Stage
- 20:00-21:00: Armin van Buuren warm-up set
- 21:00-22:15: Omnia
- 22:15-23:30: Andrew Rayel
- 23:30-00:45: Cosmic Gate
- 00:45-02:00: Armin van Buuren
- 02:00-03:15: Dash Berlin
- 03:15-04:30: Ørjan Nilsen
- 04:30-05:45: Simon Patterson
- 05:45-07:00: Shogun

Turn The World Into A Dancefloor
- 21:00-22:15: Beat Service
- 22:15-23:30: Ummet Ozcan
- 23:30-00:45: Chris Schweizer
- 00:45-02:00: Heatbeat
- 02:00-03:15: Tenishia
- 03:15-04:30: Ben Gold
- 04:30-05:45: Solarstone
- 05:45-07:00: Mark Sherry

The Expedition
- 21:00-22:00: Rex Mundi
- 22:00-23:00: Juventa
- 23:00-00:00: Estiva
- 00:00-01:00: Craig Connelly
- 01:00-02:00: KhoMha
- 02:00-03:00: Faruk Sabanci
- 03:00-04:00: Fabio XB
- 04:00-05:00: Matt Davey
- 05:00-06:00: Sneijder

Who’s Afraid of 138?!
- 21:00-22:15: James Dymond
- 22:15-23:30: Arctic Moon
- 23:30-00:45: Aly & Fila
- 00:45-02:00: John Askew
- 02:00-03:15: John O'Callaghan
- 03:15-04:30: Armin van Buuren
- 04:30-05:45: Bryan Kearney
- 05:45-07:00: Indecent Noise

### A State Of Trance 650 - New Horizons
Incluyó 8 shows (Almatý, Ekaterimburgo, Utrecht, Santiago de Chile, Buenos Aires, Kuala Lumpur, Yakarta y Miami).
ASOT 650 Parte 1: Pre-party: Desde The Artist Club, Moscú, Rusia. 30/01/2014.
- 22:00-23:00: Armin van Buuren warm-up set
- 23:00-01:00: Episodio regular
- ??:??-??:??: Eximinds
- ??:??-??:??: Vladimir Fonarev
- ??:??-??:??: DJs residentes

Show 1: Desde Atakent Expo, Almatý, Kazajistán. 31/01/2014.
- 21:00-22:00: Rank 1
- 22:00-23:00: Tenishia
- 23:00-00:00: Omnia
- 00:00-02:00: Armin van Buuren
- 02:00-03:00: Solarstone
- 03:00-04:00: RAM

Show 2: Desde Yekaterinburg Exhibition Center, Ekaterimburgo, Rusia. 01/02/2014.
- 20:00-21:00: Armin van Buuren warm-up set
- 21:00-22:00: Ruben de Ronde
- 22:00-23:15: Alexander Popov
- 23:15-00:30: W&W
- 00:30-02:30: Armin van Buuren
- 02:30-03:45: Aly & Fila
- 03:45-05:00: Simon Patterson

ASOT 650 Parte 2: Episodio regular. 06/02/2014.
ASOT 650 Parte 3: Episodio regular. 13/02/2014.
A State Of Trance 650 Radio 538 Pre-party: Retransmisión a través de la neerlandesa Radio 538 con un formato de episodio regular de 2 horas en neerlandés desde los Países Bajos. ??/??/2014.
Show 3: Desde Jaarbeurs, Utrecht, Países Bajos. 15/02/2014.
Mainstage
- 20:00-21:00: Armin van Buuren warm-up set
- 21:00-22:15: Audien
- 22:15-23:30: Cosmic Gate
- 23:30-00:45: Dash Berlin
- 00:45-02:00: Armin van Buuren
- 02:00-03:15: New World Punx (Ferry Corsten & Markus Schulz)
- 03:15-04:30: Andrew Rayel
- 04:30-05:45: Jorn van Deynhoven
- 05:45-07:00: Aly & Fila vs John O'Callaghan

Who's Afraid of 138?!
- 21:00-22:15: Paul Webster
- 22:15-23:30: Ian Standerwick
- 23:30-00:45: Jordan Suckley
- 00:45-02:00: Sean Tyas
- 02:00-03:15: Photographer
- 03:15-04:30: Armin van Buuren
- 04:30-05:45: Bryan Kearney
- 05:45-07:00: Ferry Tayle b2b Manuel Le Saux

ASOT Invites
- 21:00-22:15: Eximinds
- 22:15-23:30: Protoculture
- 23:30-00:45: Max Graham
- 00:45-02:00: KhoMha
- 02:00-03:15: Ben Gold
- 03:15-04:30: Kyau & Albert
- 04:30-06:00: Mark Sixma

New Horizons
- 21:00-22:00: Toby Hedges
- 22:00-23:00: Maarten de Jong
- 23:00-00:00: David Gravell
- 00:00-01:00: Fisherman & Hawkins
- 01:00-02:00: Hazem Beltagui
- 02:00-03:00: Arisen Flame
- 03:00-04:00: Alexandre Bergheau
- 04:00-05:00: ReOrder
- 05:00-06:00: Allen & Envy

Show 4: Desde Espacio Broadway, Santiago de Chile, Chile. 28/02/2014.
- 22:00-23:15: Tomas Heredia
- 23:15-00:30: Ørjan Nilsen
- 00:30-01:45: Dash Berlin
- 01:45-03:45: Armin van Buuren
- 03:45-05:00: Aly & Fila

Show 5: Desde Ciudad del Rock, Buenos Aires, Argentina. 01/03/2014.
- 20:00-21:00: Armin van Buuren warm-up set
- 21:00-22:00: Ruben de Ronde
- 22:00-23:00: Chris Schweizer
- 23:00-00:15: Heatbeat
- 00:15-01:30: Ørjan Nilsen
- 01:30-02:45: Dash Berlin
- 02:45-04:45: Armin van Buuren
- 04:45-06:00: Tomas Heredia b2b resto DJs. (Estaba previsto que actuaran Aly & Fila, pero no pudieron hacerlo)

Show 6: Desde Bukit Jalil National Stadium, Kuala Lumpur, Malasia. 14/03/2014.
- 18:00-19:20: MaRLo
- 19:20-19:30: Pausa para el rezo
- 19:30-20:30: Andrew Rayel
- 20:30-21:30: Omnia
- 21:30-22:45: Markus Schulz
- 22:45-00:45: Armin van Buuren
- 00:45-02:00: Paul van Dyk

Show 7: Desde Ecopark, Yakarta, Indonesia. 15/03/2014.
- 20:00-21:00: Armin van Buuren warm-up set
- 21:00-22:15: Alex M.O.R.P.H.
- 22:15-23:30: Andrew Rayel
- 23:30-01:30: Armin van Buuren
- 01:30-02:45: Paul van Dyk
- 02:45-04:00: John O'Callaghan

Show 8: Desde el Ultra Music Festival, Miami, Estados Unidos. 30/03/2014.
- 11:00-12:00: Armin van Buuren warm-up set
- 12:00-13:00: Jochen Miller
- 13:00-14:00: Ørjan Nilsen
- 14:00-15:30: Andrew Rayel
- 15:30-16:30: Myon & Shane 54
- 16:30-17:30: Cosmic Gate
- 17:30-19:00: Aly & Fila b2b John O'Callaghan
- 19:00-00:30: New World Punx (Ferry Corsten & Markus Schulz)
- 20:30-22:00: Gaia
- 22:00-23:00: Paul van Dyk

### A State Of Trance 700 - A State Of Trance Festival
Incluyó 7 shows (Melbourne, Sídney, Utrecht, Miami, Buenos Aires, Bombay y Ciudad de México).
ASOT 700 Parte 1: Episodio especial con temas seleccionados y presentados por los oyentes. 29/01/2015.
ASOT 700 Parte 2: Desde Luna Park Sydney, Sídney, Australia. 05/02/2015.
- 19:00-20:00: Armin van Buuren warm-up set
- 20:00-22:00: Episodio regular
- 22:00-23:45: Armin van Buuren

Show 1: Desde Hisense Arena, Melbourne, Australia. 06/02/2015.
- 21:00-22:00: David Gravell
- 22:00-23:00: Gaia
- 23:00-01:00: Armin van Buuren
- 01:00-02:00: Aly & Fila
- 02:00-03:00: Bryan Kearney

Show 2: Desde Sydney Showground, Sídney, Australia. 07/02/2015.
Stage 1
- 22:00-23:00: Armin van Buuren warm-up set
- 23:00-00:00: David Gravell
- 00:00-01:00: Gaia
- 01:00-02:00: MaRLo
- 02:00-04:00: Armin van Buuren
- 04:00-05:00: Aly & Fila
- 05:00-06:00: Bryan Kearney

Stage 2
- 22:00-23:00: Thomas Hayes b2b Nick Arbor
- 23:00-00:15: Ben Gold
- 00:15-01:30: Omnia
- 01:30-02:45: Alexander Popov
- 02:45-04:00: Jorn van Deynhoven

ASOT 700 Parte 3: Episodio regular. 12/02/2015.
A State Of Trance 700 Radio 538 Pre-party: Retransmisión a través de la neerlandesa Radio 538 con un formato de episodio regular de 2 horas en neerlandés desde los Países Bajos. 20/02/2015.
Show 3: Desde Jaarbeurs, Utrecht, Países Bajos. 21/02/2015.
Mainstage 1
- 20:00-21:00: Armin van Buuren warm-up set
- 21:00-22:15: ilan Bluestone b2b Jerome Isma-Ae
- 22:15-23:30: Andrew Bayer
- 23:30-00:45: Cosmic Gate
- 00:45-02:00: Armin van Buuren
- 02:00-03:15: Andrew Rayel
- 03:15-04:30: Ørjan Nilsen
- 04:30-05:45: Aly & Fila
- 05:45-07:00: Simon Patterson

Mainstage 2
- 21:00-22:15: Ruben de Ronde
- 22:15-23:30: Mark Sixma
- 23:30-00:45: Audien
- 00:45-02:00: Arty
- 02:00-03:15: Gareth Emery
- 03:15-04:30: Armin van Buuren
- 04:30-05:45: Omnia
- 05:45-07:00: MaRLo

Talent Room
- 21:00-22:00: Rodg
- 22:00-23:00: Dan Thompson
- 23:00-00:00: Mohamed Ragab
- 00:00-01:00: Arisen Flame
- 01:00-02:00: Tommy Johnson
- 02:00-03:00: David Gravell
- 03:00-04:00: Hazem Beltagui
- 04:00-05:00: Alexander Popov
- 05:00-06:00: Faruk Sabanci

Who's Afraid Of 138
- 21:00-22:15: Mark Sherry
- 22:15-23:30: RAM
- 23:00-00:45: Will Atkinson
- 00:45-02:00: Jorn van Deynhoven
- 02:00-03:15: Sean Tyas
- 03:15-04:30: Liquid Soul
- 04:30-06:00: Coming Soon!!!

Show 4: Desde el Ultra Music Festival, Miami, Estados Unidos. 29/02/2015.
- 11:00-12:00: Armin van Buuren warm-up set
- 12:00-13:00: Mark Sixma
- 13:00-14:00: Heatbeat
- 14:00-15:15: MaRLo
- 15:15-16:30: Andrew Rayel
- 16:30-17:45: Markus Schulz
- 17:45-19:00: Andrew Bayer
- 19:00-20:30: Eric Prydz
- 20:30-22:00: Armin van Buuren
- 22:00-23:00: Paul van Dyk

Show 5: Desde Mandarine Park, Buenos Aires, Argentina. 11/04/2015.
Main Stage
- 20:00-21:00: Armin van Buuren warm-up set
- 21:00-22:00: Ruben de Ronde
- 22:00-23:00: Ben Gold
- 23:00-00:00: Heatbeat
- 00:00-01:00: Cosmic Gate
- 01:00-02:00: Andrew Rayel
- 02:00-04:00: Armin van Buuren
- 04:00-05:00: Aly & Fila
- 05:00-06:00: Bryan Kearney
- 06:00-07:00: Special Closing Set (Andrew Rayel, Armin van Buuren, Tomas Heredia, Heatbeat, Ruben de Ronde, Ben Gold, Jordan Suckley, Chris Schweizer, Cosmic Gate y Aly & Fila)

WAO 138
- 19:00-21:00: Marcelo Fratini
- 21:00-23:00: Chris Schweizer
- 23:00-00:00: Ben Nicky
- 00:00-01:30: Tomas Heredia
- 01:30-03:00: Photographer
- 03:00-04:30: Sneijder
- 04:30-06:00: Jordan Suckley
- 06:00-07:00: Bryan Kearney

Show 6: Desde The National Sports Club Of India, Bombay, India. 06/06/2015.
- 16:00-17:00: Armin van Buuren warm-up set
- 17:00-18:15: Ruben de Ronde
- 18:15-19:30: Super 8 & Tab
- 19:30-20:45: Ørjan Nilsen
- 20:45-22:00: Cosmic Gate
- 22:00-00:00: Armin van Buuren

Show 7: Desde Palacio de los Deportes, Ciudad de México, México. 10/10/2015.
Mainstage
- 19:00-20:00: Armin van Buuren warm-up set
- 20:00-21:00: Ruben de Ronde
- 21:00-22:00: KhoMha
- 22:00-23:00: Andrew Rayel
- 23:00-01:00: Armin van Buuren
- 01:00-02:00: Paul van Dyk
- 02:00-03:00: John O'Callaghan

2nd Stage
- 20:00-21:00: Rodg
- 21:00-22:00: Genix
- 22:00-23:15: Tenishia
- 23:15-00:30: Jochen Miller
- 00:30-01:45: Rank 1
- 01:45-03:00: Jordan Suckley

### A State Of Trance 750 - I'm In A State Of Trance
Incluyó 3 shows (Toronto, Utrecht y Miami).
ASOT 750 Parte 1: Desde Armada Club, Ámsterdam, Países Bajos. 28/01/2016.
- 19:00-20:00: Armin van Buuren warm-up set
- 20:00-22:00: Episodio regular

Show 1: Desde Enercare Centre, Toronto, Canadá. 30/01/2016.
- 18:00-19:00: Armin van Buuren warm-up set
- 19:00-20:00: Solid Stone
- 20:00-21:00: Ben Gold
- 21:00-22:00: Standerwick
- 22:00-23:00: Ørjan Nilsen
- 23:00-00:00: Andrew Rayel
- 00:00-02:00: Armin van Buuren

ASOT 750 Parte 2: Episodio regular. 04/02/2016.
- Hora 1: Novedades
- Hora 2: Peticiones de los oyentes

ASOT 750 Parte 3: Episodio regular. 11/02/2016.
- Hora 1: Novedades
- Hora 2: Peticiones de los oyentes

A State Of Trance 750 Radio 538 Pre-party: Retransmisión a través de la neerlandesa Radio 538 con un formato de episodio regular de 2 horas en neerlandés desde los Países Bajos. 19/02/2016.
Show 2: Desde Jaarbeurs, Utrecht, Países Bajos. 27/02/2016.
Mainstage
- 20:00-21:00: Armin van Buuren warm-up set
- 21:00-22:00: Ruben de Ronde
- 22:00-23:15: KhoMha
- 23:15-00:30: MaRLo
- 00:30-00:45: Celebration Moment
- 00:45-02:15: Armin van Buuren
- 02:15-03:30: Gareth Emery
- 03:30-04:45: Paul van Dyk
- 04:45-06:00: Armin van Buuren Vinyl Set (cancelado debido al accidente de Paul van Dyk)

I'm In A State Of Trance
- 21:00-22:15: Rodg
- 22:15-23:30: Willem de Roo
- 23:30-00:45: Jochen Miller
- 00:45-02:00: Protoculture
- 02:00-03:30: Mark Sixma
- 03:30-05:00: David Gravell

Who's Afraid Of 138?!
- 21:00-22:30: Ferry Tayle
- 22:30-23:45: Standerwick
- 23:45-01:00: Jordan Suckley
- 01:00-02:15: Ben Nicky
- 02:15-03:30: Bryan Kearney
- 03:30-04:45: Astrix
- 04:45-06:00: Vini Vici

15 Years And Counting
- 21:00-22:15: Misja Helsloot
- 22:15-23:30: Andy Moor
- 23:30-00:45: Rank 1
- 00:45-01:45: Lange
- 01:45-03:00: Cosmic Gate
- 03:00-04:00: M.I.K.E. PUSH
- 04:00-05:00: Signum

Show 3: Desde el Ultra Music Festival, Miami, Estados Unidos. 20/03/2016.
- 11:00-12:00: Armin van Buuren warm-up set
- 12:00-13:00: KhoMha
- 13:00-14:00: Ben Gold
- 14:00-15:00: MaRLo
- 15:00-16:00: Andrew Rayel
- 16:00-17:00: Aly & Fila
- 17:00-18:10: Markus Schulz
- 18:10-19:30: Deadmau5
- 19:30-21:00: Eric Prydz
- 21:00-23:00: Armin van Buuren

### A State Of Trance 800 - I Live For That Energy
Incluyó 3 shows (Utrecht, Miami y Boom).
ASOT 800 Parte 1: Episodio especial con temas seleccionados y presentados por los oyentes. 26/01/2017.
ASOT 800 Parte 2: Episodio regular. 02/02/2017.
ASOT 800 Parte 3: Episodio regular. 09/02/2017.
A State Of Trance 800 Pre-party: Desde The Club, Ámsterdam, Países Bajos. 17/02/2017.
- ??:??-??:??: Episodio regular
- ??:??-??:??: Estiva
- ??:??-??:??: Dan Stone
- ??:??-??:??: Chris Schweizer
- ??:??-??:??: Ruben de Ronde b2b Rodg
- ??:??-??:??: WAIO
- ??:??-??:??: RAM
- ??:??-??:??: Super8 & Tab b2b Ørjan Nilsen
- ??:??-??:??: Denis Kenzo

Show 1: Desde Jaarbeurs, Utrecht, Países Bajos. 18/02/2017.
Mainstage
- 20:00-21:00: Armin van Buuren warm-up set
- 21:00-22:00: Ruben de Ronde b2b Rodg
- 22:00-23:00: Super8 & Tab
- 23:00-00:10: Ørjan Nilsen
- 00:10-01:40: Armin van Buuren
- 01:40-02:50: MaRLo
- 02:50-04:00: Aly & Fila
- 04:00-05:00: Vini Vici
- 05:00-06:00: Armin van Buuren - Vinyl Set

Road To 1000
- 21:00-22:00: Denis Kenzo
- 22:00-23:00: Estiva
- 23:00-00:00: Radion6
- 00:00-01:00: Yoel Lewis
- 01:00-02:00: Genix
- 02:00-03:00: Omnia
- 03:00-04:00: Chris Schweizer
- 04:00-05:00: Dan Stone

Who's Afraid Of 138?!
- 21:00-22:30: Jorn van Deynhoven
- 22:30-23:45: Pure NRG Live
- 23:45-01:00: RAM
- 01:00-02:15: John O’Callaghan
- 02:15-03:30: Bryan Kearney
- 03:30-04:45: Ben Nicky
- 04:45-06:00: Mark Sherry

Psy
- 21:00-22:00: WAIO
- 22:00-23:15: Berg
- 23:15-00:30: Liquid Soul
- 00:30-01:30: Avalon Vereinigtes
- 01:30-02:45: Astrix
- 02:45-03:45: Coming Soon!!!
- 03:45-05:00: Freedom Fighters

Show 2: Desde el Ultra Music Festival, Miami, Estados Unidos. 26/03/2017.
- 11:00-12:00: Armin van Buuren warm-up set
- 12:00-13:00: Ruben de Ronde
- 13:00-14:00: David Gravell
- 14:00-15:00: Alpha 9
- 15:00-16:00: Sander van Doorn presents P.Haze 3
- 16:00-17:00: Vini Vici
- 17:00-18:00: Aly & Fila
- 18:00-19:00: Andrew Rayel
- 19:00-20:00: Ferry Corsten presents Gouryella
- 20:00-21:00: NWYR
- 21:00-23:00: Armin van Buuren

Show 3: Desde Tomorrowland, Boom, Bélgica. 28/07/2017.
- 13:00-14:30: Ruben de Ronde b2b Rodg
- 14:30-15:30: Ben Gold
- 15:30-16:30: David Gravell
- 16:30-17:30: Orjan Nilsen
- 17:30-18:30: MarLo
- 18:30-19:30: Andrew Rayel
- 19:30-20:30: Markus Schulz
- 20:30-22:00: Armin van Buuren
- 22:00-23:00: NWYR
- 23:00-00:00: Aly & Fila
- 00:00-01:00: Vini Vici

### A State Of Trance 850 - Be In The Moment
Incluyó 6 shows (Utrecht, Miami, Sídney, Gliwice, Boom y Bangkok).
ASOT 850 Parte 1: Episodio de 3 horas con un Guest Mix de Above & Beyond en la tercera hora. 25/01/2018.
ASOT 850 Parte 2: Episodio de 3 horas con un Guest Mix de Gareth Emery & Ashley Wallbridge en la tercera hora. 01/02/2018.
ASOT 850 Parte 3: Episodio especial con temas seleccionados y presentados por los oyentes. 08/02/2018.
Show 1: Desde Jaarbeurs, Utrecht, Países Bajos. 17/02/2018.
Mainstage
- 21:00-22:00: Special Warm Up Set by Armin van Buuren
- 22:00-23:00: ilan Bluestone
- 23:00-00:00: Purple Haze
- 00:00-01:00: NWYR
- 01:00-03:00: Armin van Buuren
- 03:00-04:00: Gareth Emery
- 04:00-05:00: David Gravell
- 05:00-06:00: Ben Nicky

Who's Afraid Of 138?!
- 22:00-23:00: Allen Watts
- 23:00-00:00: Jorn van Deynhoven
- 00:00-01:00: Solarstone
- 01:00-02:00: John O'Callaghan
- 02:00-03:00: Bryan Kearney
- 03:00-04:00: John Askew
- 04:00-05:00: Chris Schweizer b2b Heatbeat
- 05:00-06:00: Scott Bond

Psy
- 22:00-23:00: Day Din
- 23:00-00:00: GMS
- 00:00-01:00: Blastoyz
- 01:00-02:00: Liquid Soul
- 02:00-03:00: Neelix
- 03:00-04:00: Ace Ventura
- 04:00-05:00: WAIO

Progressive
- 22:00-23:00: THNK
- 23:00:00:00: Paul Hamilton
- 00:00-01:00: Spencer Brown
- 01:00-02:00: Tim Mason
- 02:00-03:00: Airwave
- 03:00-04:00: Gai Barone
- 04:00-05:00: John 00 Fleming

Road To 1000
- 22:00-23:00: Arkham Knights
- 23:00-00:00: Max Meyer
- 00:00-01:00: Radion6
- 01:00-02:00: Roman Messer
- 02:00-03:00: Davey Asprey
- 03:00-04:00: Shinoovi
- 04:00-05:00: Factor B

Show 2: Desde el Ultra Music Festival, Miami, Estados Unidos. 25/03/2018.
- 11:00-12:00: Warm Up (Armin van Buuren)
- 12:00-13:00: Estiva
- 13:00-14:00: Gabriel & Dresden
- 14:00-15:00: MaRLo
- 15:00-16:00: Andrew Rayel
- 16:00-17:00: Paul Oakenfold
- 17:00-18:00: Vini Vici
- 18:00-20:00: Armin van Buuren
- 20:00-21:30: Eric Prydz
- 21:30-23:00: Above & Beyond

Show 3: Desde Sydney Showground, Sídney, Australia. 21/04/2018.
- 21:00-22:00: Ruben de Ronde
- 22:00-23:00: Ørjan Nilsen
- 23:00-00:00: GAIA
- 00:00-01:00: NWYR
- 01:00-03:00: Armin van Buuren
- 03:00-04:00: MaRLo
- 04:00-5:00: Will Atkinson

Show 4: Desde Arena Gliwice, Gliwice, Polonia. 30/05/2018.
- 22:00-23:00: Ruben de Ronde b2b Rodg
- 23:00-00:00: KhoMha
- 00:00-01:00: Dash Berlin (No se presentó por problemas de salud y Armin van Buuren le sustituyó, ampliando así su set de 2 a 3 horas)
- 01:00-03:00: Armin van Buuren
- 03:00-04:00: John O'Callaghan
- 04:00-05:00: Arctic Moon b2b Indecent Noise

Show 5: Desde Tomorrowland, Boom, Bélgica. 27/07/2018.
- 13:00-14:30: Estiva
- 14:30-15:30: Ruben de Ronde
- 15:30-16:30: Super8 & Tab
- 16:30-17:30: David Gravell
- 17:30-18:30: Vini Vici
- 18:30-19:30: Cosmic Gate
- 19:30-22:00: Armin van Buuren
- 22:00-23:00: Andrew Rayel
- 23:00-00:00: Ben Nicky
- 00:00-01:00: MaRLo

Show 6: Desde el 808 Festival, Bangkok, Tailandia. 08/12/2018.
- 15:00-15:45: Faahsai
- 15:45-16:30: Jonnie B
- 16:30-17:15: Boris Foong
- 17:15-19:15: Ruben de Ronde b2b Estiva
- 19:15-20:15: Orjan Nilsen
- 20:15-21:15: NWYR
- 21:15-22:15: Vini Vici
- 22:15-Cierre: Armin van Buuren

### A State Of Trance 900 - Lifting You Higher
Incluyó 7 shows: Utrecht, Madrid, Miami, Kiev, San Francisco, Boom y Ciudad de México.
ASOT 900 Parte 1: Episodio regular. 24/01/2019.
ASOT 900 Parte 2: Episodio regular. 01/02/2019.
ASOT 900 Parte 3: Episodio de 3 horas con un Guest Mix de Giuseppe Ottaviani en la tercera hora. 08/02/2019.
Show 1: Desde Jaarbeurs, Utrecht, Países Bajos. 23/02/2019.
Mainstage
- 21:00-22:00: Armin van Buuren (Vinyl Warm Up Set)
- 22:00-23:00: Estiva
- 23:00-00:00: Cosmic Gate
- 00:00-01:30: Above & Beyond
- 01:30-03:00: Armin van Buuren
- 03:00-04:00: Vini Vici
- 04:00-05:00: MaRLo (Tech Energy Set)
- 05:00-06:00: Futurecode (Ben Gold x Omnia)

Who's Afraid Of 138?!
- 22:00-23:00: Davey Asprey
- 23:00-00:00: PUSH Live
- 00:00-01:15: Armin van Buuren (WAO138? Set)
- 01:15-02:15: Giuseppe Ottaviani Live 2.0
- 02:15-03:30: Will Atkinson
- 03:30-04:45: Allen Watts
- 04:45-06:00: Sneijder

Psy
- 22:00-23:00: Exis
- 23:00-00:00: Reality Test
- 00:00-01:00: Magnus
- 01:00-02:00: Astrix
- 02:00-03:00: Captain Hook
- 03:00-04:00: Ghost Raider
- 04:00-05:00: Whiteno1se
- 05:00-06:00: Shadow Chronicles

Progressive
- 22:00-23:00: Kolonie
- 23:00-00:00: Gundamea
- 00:00-01:00: Matt Fax
- 01:00-02:00: Rodg
- 02:00-03:00: Dezza
- 03:00-04:00: Paul Thomas
- 04:00-05:00: John 00 Fleming

Road To 1000: Lifting You Higher
- 22:00-23:00: Fatum
- 23:00:00:00: Ruben de Ronde
- 00:00-01:00: Maor Levi
- 01:00-02:00: KhoMha
- 02:00-03:00: Ferry Tayle b2b Dan Stone
- 03:00-04:00: Luke Bond
- 04:00-05:00: Avao

Show 2: Desde IFEMA, Madrid, España. 09/03/2019.
- 22:00-23:00: Maor Levi
- 23:00-00:00: Super8 & Tab
- 00:00-01:00: Mark Sixma
- 01:00-02:00: Markus Schulz
- 02:00-04:00: Armin van Buuren
- 04:00-05:00: Aly & Fila
- 05:00-06:00: Chris Schweizer

Show 3: Desde el Ultra Music Festival, Miami, Estados Unidos. 31/03/2019.
- 14:00-15:15: Fatum
- 15:15-16:30: Ruben de Ronde
- 16:30-18:00: Cosmic Gate
- 18:00-19:30: Markus Schulz
- 19:30-20:30: Vini Vici
- 20:30-21:00: Vini Vici b2b Infected Mushroom
- 21:00-22:30: Jeffrey Sutorius
- 22:30-00:00: Eric Prydz
- 00:00-02:00: Armin van Buuren

Show 4: Desde International Exhibition Centre, Kiev, Ucrania. 22/06/2019.
- 22:00-23:00: Ruben de Ronde
- 23:00-00:00: KhoMha
- 00:00-01:00: Gareth Emery
- 01:00-03:00: Armin van Buuren
- 03:00-04:00: Andrew Rayel
- 04:00-05:00: Standerwick

Show 5: Desde Oakland Coliseum, San Francisco, Estados Unidos. 29/06/2019.
- 17:00-18:00: Fatum
- 18:00-19:00: Ruben de Ronde x Rodg present TogheteRR
- 19:00-20:00: MaRLo
- 20:00-21:00: Aly & Fila
- 21:00-22:00: NWYR
- 22:00-00:00: Armin van Buuren

Show 6: Desde Tomorrowland, Boom, Bélgica. 28/07/2019.
- 12:00-13:00: Fatum
- 13:00-14:00: Maor Levi
- 14:00-15:00: Ruben de Ronde b2b Estiva
- 15:00-16:00: MaRLo
- 16:00-17:00: Andrew Rayel
- 17:00-18:00: Symphony Of Unity
- 18:00-19:00: Cosmic Gate
- 19:00-20:00: NWYR
- 20:00-22:00: Armin van Buuren
- 22:00-23:00: Gareth Emery
- 23:00-00:00: Markus Schulz

Show 7: Desde Parque Bicentenario, Ciudad de México, México. 21/09/2019.
Mainstage
- 18:00-19:00: Spencer Brown
- 19:00-20:00: Ruben de Ronde
- 20:00-21:00: Cosmic Gate
- 21:00-22:00: Ferry Corsten presents System F
- 22:00-00:00: Armin van Buuren
- 00:00-01:00: MaRLo
- 01:00-02:00: Whiteno1se

Road To 1000
- 18:00-19:00: Leo Reyes
- 19:00-20:00: Elevven
- 20:00-21:00: Luke Bond
- 21:00-22:00: Ashley Wallbridge
- 22:00-23:00: Ben Gold
- 23:00-00:00: Obie Fernandez & Lightform
- 00:00-01:00: John Askew
- 01:00-02:00: Will Atkinson

### A State Of Trance 950 - Let The Music Guide You
Contó con 1 pre-party y 1 show. La gira se vio afectada por la pandemia de COVID-19.
ASOT 950 Parte 1: Episodio especial con temas seleccionados y presentados por los oyentes. 23/01/2020.
ASOT 950 Parte 2: Episodio regular. 30/01/2020.
ASOT 950 Parte 3: Episodio regular. 06/02/2020.
Pre-party: Desde Taets Art and Event Park, Ámsterdam, Países Bajos. 14/02/2020.
- 22:00-23:00 Matt Fax
- 23:00-00:00 Ruben de Ronde
- 00:00-01:00 Cosmic Gate
- 01:00-02:00 Armin van Buuren
- 02:00-03:00 Luke Bond
- 03:00-04:00 Allen Watts

Show: Desde Jaarbeurs, Utrecht, Países Bajos. 15/02/2020.
Mainstage
- 21:00-22:00 "Let The Music Guide You" Opening by Armin van Buuren)
- 22:00-23:15 ilan Bluestone
- 23:15-00:30 Markus Schulz
- 00:30-01:00 Rank 1 (Live)
- 01:00-01:05 Special: Road To 1000
- 01:05-02:30 Armin van Buuren
- 02:30-03:40 Aly & Fila
- 03:40-04:50 Andrew Rayel
- 04:50-06:00 Giuseppe Ottaviani Live 3.0

Who's Afraid Of 138?!
- 22:00-23:00 Jorn van Deynhoven
- 23:00-00:00 Ben Gold
- 00:00-01:00 Solarstone
- 01:00-01:05 Special: Road To 1000
- 01:05-02:00 Skypatrol
- 02:00-03:00 Key4050
- 03:00-04:00 Armin van Buuren
- 04:00-05:00 Richard Durand
- 05:00-06:00 David Forbes

Psy
- 22:00-23:00 WAIO
- 23:00-00:00 Morten Granau
- 00:00-01:00 Captain Hook
- 01:00-02:00 Day.Din
- 02:00-03:00 Ace Ventura
- 03:00-04:00 Ritmo
- 04:00-05:00 Simon Patterson
- 05:00-06:00 Coming Soon!!!

Progressive
- 22:00-23:00 Sound Quelle
- 23:00-00:00 PROFF
- 00:00-01:00 Bluum
- 01:00-02:00 Estiva
- 02:00-03:00 Grum
- 03:00-04:00 Rodg
- 04:00-05:00 Elevven

Road To 1000
- 22:00-23:00 Ahmed Helmy
- 23:00-00:00 Fisherman b2b Nifra
- 00:00-01:00 Tempo Giusto
- 01:00-02:00 Beatsole
- 02:00-03:00 Alexander Popov
- 03:00-04:00 Rub!k
- 04:00-05:00 DRYM

### A State Of Trance 1000 - Turn The World Into A Dancefloor
El episodio número 1000 fue retransmitido el 21/01/2021 en el estudio de Ámsterdam. Fue un episodio de más de 5 horas que contó con el Top 50 de temas de trance de todas las épocas. Los fanes habían votado por sus mejores canciones de trance, al igual que lo hacen todos los años con el Tune Of The Year, pero esta vez se votaron las canciones trance de todos los tiempos creando así un Top 1000. Desde el episodio 999 hasta el 1000 (una semana), A State Of Trance fue publicando en Twitter cuál era el top 1000 hasta llegar al número 51. Desde el 50 al número 1 se presentaron en el episodio 1000. El top 3 fue: 3# Gaia - Tuvan, 2# Tiësto - Adagio For Strings y 1# Armin van Buuren ft. Susana - Shivers. La celebración de los distintos shows se vio afectada por la pandemia de COVID-19.
Show pospuesto: Desde Jaarbeurs, Utrecht, Países Bajos. Iba a tener lugar en dos fechas consecutivas:
- 03/09/2021: 1 área, 5 horas. Un tributo a los 20 años de A State Of Trance. Tuvo que ser pospuesto al 18/02/2022 pero tampoco se acabó celebrando en dicha fecha.
- 04/09/2021: 5 áreas, 9 horas. Tuvo que ser pospuesto al 19/02/2022 pero tampoco se acabó celebrando en dicha fecha.
Finalmente, el show se celebró los días 03/03/2023 y 04/03/2023 bajo el nombre "A State Of Trance - Reflexion".
Show 1: Desde Music Media Dome, Moscú, Rusia. 08/10/2021.
- 21:00:22:00 Alexander Popov
- 22:00:23:00 Ruben de Ronde
- 23:00:00:00 Orjan Nilsen
- 00:00:01:00 Cosmic Gate
- 01:00-03:00 Armin van Buuren
- 03:00-04:00 Giuseppe Ottaviani Live 3.0
- 04:00-05:00 Ben Nicky pres. Emotional Havoc

Show 2: Desde Foro Sol, Ciudad de México, México. 19/11/2021.
Main Stage
- 17:50-18:50 Rodg
- 18:50-19:50 Alpha 9
- 19:50-20:50 Gabriel & Dresden
- 20:50-21:50 Gareth Emery
- 21:50-23:50 Armin van Buuren
- 23:50-00:50 Key4050
- 00:50-01:50 Blastoyz

Stage B
- 17:00-17:50 Zaa
- 17:50-18:50 Leo Reyes
- 18:50-19:50 Farius
- 19:50-20:50 Genix
- 20:50-21:50 Ruben de Ronde
- 21:50-22:50 Super8& Tab
- 22:50-23:50 Chris Schweizer
- 23:50-00:50 Craig Conelly
- 00:50-01:50 Allen Watts

Show 3: Desde Tauron Arena Krakow, Cracovia, Polonia. Inicialmente previsto para el 09/10/2021. 12/03/2022. Debido a la invasión rusa de Ucrania, el evento se llamó #danceforukraine y las ganancias del mismo irían directamente a la Cruz Roja Polaca en ayuda del pueblo ucraniano buscando refugio en Polonia. Además, se puso en marcha una campaña para recaudar fondos con el mismo objetivo.
- 19:00-20:00 Robbie Seed
- 20:00-21:00 ReOrder presents RRDR
- 21:00-22:00 Ruben de Ronde
- 22:00-23:00 ilan Bluestone
- 23:00-00:00 Ferry Corsten
- 00:00-02:00 Armin van Buuren
- 02:00-03:00 Vini Vici
- 03:00-04:00 Solarstone

Show 4: Desde el Ultra Music Festival, Miami, Estados Unidos. 25/03/2022.
- 16:00-16:50 AVIRA
- 16:50-17:40 Sander van Doorn
- 17:40-18:35 Aly & Fila
- 18:35-19:30 Andrew Rayel
- 19:30-20:30 Gareth Emery
- 20:30-21:30 Vini Vici
- 21:30-22:30 Armin van Buuren b2b Reinier Zonneveld Live
- 22:30-00:00 Armin van Buuren

Show 5: Desde Banc of California Stadium, Los Ángeles, Estados Unidos. 09/04/2022.
- 17:00-17:30 Opener (Mr. Brooks)
- 17:30-18:30 Ruben de Ronde
- 18:30-19:30 Gabriel & Dresden
- 19:30-20:30 MaRLo
- 20:30-21:30 Cosmic Gate
- 21:30-23:00 Armin van Buuren

### A State Of Trance - Reflexion
A partir de aquí, las celebraciones anuales se desligan de la numeración de los episodios.
Incluyó 3 shows: Utrecht, Miami y Londres.
Show 1: Desde Jaarbeurs, Utrecht, Países Bajos. El show previsto para celebrar los 1000 episodios del programa no se pudo celebrar en las fechas previstas. Finalmente, se celebró los días 03/03/2023 y 04/03/2023 bajo el nombre "A State Of Trance - Reflexion".
- 03/03/2023:
Reflexion
- 18:00-19:00 Ruben de Ronde
- 19:00-01:00 Armin van Buuren

Oval
- 19:00-20:00 Luke Bond
- 20:00-21:00 Ciaran McAuley
- 21:00-22:00 Nifra
- 22:00-23:00 Factor B
- 23:00-00:00 ReOrder
- 00:00-01:00 Allen Watts

- 04/03/2023:
Reflexion
- 21:00-22:00 Ruben de Ronde
- 22:00-23:00 AVIRA
- 23:00-00:30 ARTBAT
- 00:30-02:00 Armin van Buuren
- 02:00-03:00 Enrico Sangiuliano
- 03:00-04:00 Ferry Corsten
- 04:00-05:00 Vini Vici
- 05:00-06:00 MaRLo (Tech Energy)

Sphere
- 22:00-23:00 Ahmed Helmy
- 23:00-00:00 Cosmic Gate
- 00:00-01:00 Andrew Rayel
- 01:00-02:00 Ben Gold
- 02:00-03:00 Giuseppe Ottaviani Live 3.0
- 03:00-04:00 Armin van Buuren
- 04:00-05:00 Will Atkinson
- 05:00-06:00 Bryan Kearney

Cube
- 22:00-23:00 Roger Shah
- 23:00-00:00 Jorn van Deynhoven
- 00:00-01:00 Maarten de Jong
- 01:00-02:00 Richard Durand
- 02:00-03:00 Craig Connelly
- 03:00-04:00 AVAO
- 04:00-05:00 David Forbes
- 05:00-06:00 Sneijder

Line
- 22:00-23:00 LÜRUM
- 23:00-00:00 Laura van Dam
- 00:00-01:00 Siskin
- 01:00-02:00 XiJaro & Pitch
- 02:00-03:00 Bogdan Vix
- 03:00-04:00 Robbie Seed
- 04:00-05:00 David Rust

Oval
- 22:00-23:00 Cubicore
- 23:00-00:00 Scorz
- 00:00-01:00 Tim van Werd
- 01:00-02:00 Maxim Lany
- 02:00-03:00 Pretty Pink
- 03:00-04:00 Farius
- 04:00-05:00 Matt Fax

Show 2: Desde el Ultra Music Festival, Miami, Estados Unidos. 24/03/2023.
- 16:00-17:00 Ruben de Ronde
- 17:00-18:00 Blastoyz
- 18:00-19:00 Ilan Bluestone
- 19:00-20:00 Ferry Corsten
- 20:00-20:30 Armin van Buuren b2b Ferry Corsten
- 20:30-22:00 Gareth Emery
- 22:00-00:00 Armin van Buuren

Show 3: Desde Dockyards, Londres, Reino Unido. 02/07/2023.
Stage 1
- 12:00-13:00 Siskin
- 13:00-14:00 Ahmed Helmy
- 14:00-15:00 Ruben de Ronde
- 15:00-16:00 Trance Wax
- 16:00-17:00 ARGY
- 17:00-18:00 Gareth Emery
- 18:00-19:00 Vini Vici
- 19:00-20:00 Cosmic Gate
- 20:00-21:00 MORTEN
- 21:00-22:30 Armin van Buuren

Stage 2
- 12:00-13:00 Rub!k
- 13:00-14:00 A.D.D.A
- 14:00-15:00 Nifra
- 15:00-16:00 Factor B b2b Craig Connelly
- 16:00-17:00 Solarstone
- 17:00-18:00 David Forbes b2b Mark Sherry
- 18:00-19:00 Simon Patterson
- 19:00-20:00 Ben Gold vs Allen Watts
- 20:00-21:00 Bryan Kearney

Stage 3
- 12:00-13:00 Ben Malone
- 13:00-14:00 Hel:sløwed
- 14:00-15:00 Farius
- 15:00-16:00 Cubicore
- 16:00-17:00 Crowd+Ctrl
- 17:00-18:00 Matt Fax
- 18:00-19:00 AVIRA
- 19:00-20:00 Pretty Pink
- 20:00-21:00 Estiva

### A State Of Trance - Destination
Incluyó 2 shows: Róterdam y Miami.
Show 1: Desde Ahoy, Róterdam, Países Bajos. 23/02/2024 y 24/02/2024.
- 23/02/2024:
Area One
- 22:00-23:15 Laura van Dam
- 23:15-00:30 MORTEN
- 00:30-01:30 NWYR
- 01:30-03:30 Armin van Buuren Destination Set
- 03:30-04:45 Ben Nicky presents Emotional Havoc
- 04:45-06:00 Maddix

Area Two
- 22:00-23:00 Cubicore
- 23:00-00:00 nilsix
- 00:00-01:00 Factor B
- 01:00-02:00 Ben Gold
- 02:00-03:00 Bryan Kearney
- 03:00-04:00 John Askew
- 04:00-05:00 Will Atkinson
- 05:00-06:00 Omiki

Area Three
- 22:00-23:15 AVIRA
- 23:15-00:30 Mees Salomé
- 00:30-01:45 Colyn
- 01:45-03:00 Miss Monique
- 03:00-04:30 Innellea (live)
- 04:30-06:00 Armin van Buuren b2b Joris Voorn

Area Four
- 22:00-23:30 Eva Vrijdag
- 23:30-01:30 Benwal
- 01:30-03:30 SUPERSTRINGS
- 03:30-05:00 Nina de Koning

Area Five
- 22:00-23:15 MRPHLNDR
- 23:15-00:45 anamē
- 00:45-02:00 Fehrplay
- 02:00-03:30 Space Motion
- 03:30-05:00 Rose Ringed

- 24/02/2024:
Area One
- 21:00-22:00 Ruben de Ronde Exclusive Opening Set
- 22:00-22:30 Ruben de Ronde
- 22:30-23:30 P.O.S.
- 23:30-00:30 Cosmic Gate
- 00:30-02:00 Armin van Buuren
- 02:00-03:00 Ferry Corsten
- 03:00-04:00 Ben Hemsley
- 04:00-05:00 Vini Vici b2b Infected Mushroom
- 05:00-06:00 AVAO

Area Two
- 22:00-23:00 Amy Wiles
- 23:00-00:00 Ruben de Ronde
- 00:00-01:00 Solarstone
- 01:00-02:00 John O'Callaghan
- 02:00-03:00 Nifra
- 03:00-04:00 Billy Gillies
- 04:00-05:00 Sneijder presents ALT1
- 05:00-06:00 Paul Denton

Area Three
- 22:00-23:30 Coeus
- 23:30-01:00 8Kays
- 01:00-02:00 ARGY
- 02:00-03:30 HI-LO
- 03:30-04:30 Armin van Buuren b2b HI-LO
- 04:30-06:00 Trance Wax

Area Four
- 22:00-23:00 Winners DJ Contest
- 23:00-00:00 Maria Healy
- 00:00-01:00 C-Systems
- 01:00-02:00 David Forbes
- 02:00-03:00 Cold Blue
- 03:00-04:00 ReOrder
- 04:00-05:00 Allen Watts presents AWaken
- 05:00-06:00 Maarten de Jong

Area Five
- 22:00-23:00 Winners DJ Contest
- 23:00-00:00 Hel:sløwed
- 00:00-01:30 Pretty Pink
- 01:30-03:00 Kyau & Albert
- 03:00-04:30 Ahmed Helmy
- 04:30-06:00 Farius

Show 2: Desde el Ultra Music Festival, Miami, Estados Unidos. 22/03/2024.
- 16:00-17:30 Laura van Dam
- 17:30-18:45 Giuseppe Ottaviani
- 18:45-19:45 Ben Nicky presents Emotional Havoc
- 19:45-21:00 Maddix
- 21:00-22:30 Armin van Buuren b2b Oliver Heldens
- 22:30-00:00 Armin van Buuren

### A State Of Trance - TRANSFORMATION
Incluyó 2 shows: Róterdam y Miami.
Show 1: Desde Ahoy, Róterdam, Países Bajos. 21/02/2025 y 22/02/2025.
- 21/02/2025:
Area One
- 18:30-20:00 Ruben de Ronde b2b Ferry Corsten
- 20:00-21:00 Armin van Buuren
- 21:00-22:00 Armin van Buuren b2b ARTBAT
- 22:00-23:00 Armin van Buuren b2b Ben Hemsley
- 23:00-00:00 Armin van Buuren
- 00:00-01:00 Armin van Buuren f2f Maddix

Area Two
- 18:00-19:00 Jordin Post
- 19:00-20:00 MORPHLANDER
- 20:00-21:00 Ahmed Helmy
- 21:00-22:00 Aly & Fila
- 22:00-23:00 Ferry Corsten
- 23:00-00:00 Andrew Rayel
- 00:00-01:00 Factor B

- 22/02/2025:
Area One
- 21:00-22:00 AVIRA
- 22:00-23:00 Olympe
- 23:00-00:00 Agents Of Time
- 00:00-01:00 Eli Brown
- 01:00-02:00 Adam Beyer
- 02:00-02:30 Adam Beyer b2b Armin van Buuren
- 02:30-04:30 Armin van Buuren
- 04:30-06:00 SUPERSTRINGS

Area Two
- 22:00-23:00 XiJaro & Pitch
- 23:00-00:00 Farius
- 00:00-01:00 Nifra
- 01:00-02:00 Ruben de Ronde
- 02:00-03:00 Giuseppe Ottaviani
- 03:00-04:00 Ben Gold
- 04:00-05:00 Bryan Kearney
- 05:00-06:00 Giorgia Angiuli

Area Three
- 22:00-23:00 Rozie
- 23:00-00:00 CIS
- 00:00-01:15 LAMMER
- 01:15-02:30 Inafekt
- 02:30-03:45 The Rocketman
- 03:45-05:00 Daria Kolosova

Area Four
- 22:00-23:00 Jochem Hamerling
- 23:00-00:00 Hollt
- 00:00-01:00 Laura van Dam
- 01:00-02:00 Estiva
- 02:00-03:00 Matt Fax
- 03:00-04:00 Cubicore b2b UUFO
- 04:00-05:00 BLR
- 05:00-06:00 Hel:sløwed

Area Five
- 22:00-23:00 RIVER
- 23:00-00:00 SONIN
- 00:00-01:00 Ciaran McAuley
- 01:00-02:00 Shugz
- 02:00-03:00 Greg Downey
- 03:00-04:00 Matty Ralph
- 04:00-05:00 Alessandra Roncone

Show 2: Desde el Ultra Music Festival, Miami, Estados Unidos. 28/03/2025.
- 16:00-17:00 Schrotthagen
- 17:00-18:00 Ruben de Ronde
- 18:00-19:00 Nifra
- 19:00-20:15 Maddix
- 20:15-21:30 Oliver Heldens
- 21:30-23:00 Armin van Buuren
- 23:00-00:00 Armin van Buuren b3b Maddix b3b Oliver Heldens

## Discografía relacionada

### A State Of Trance Series
- 2004 A State Of Trance 2004
- 2005 A State Of Trance 2005
- 2006 A State Of Trance 2006
- 2007 A State Of Trance 2007
- 2008 A State Of Trance 2008
- 2009 A State Of Trance 2009
- 2010 A State Of Trance 2010
- 2011 A State Of Trance 2011
- 2012 A State Of Trance 2012
- 2013 A State Of Trance 2013
- 2014 A State Of Trance 2014
- 2015 A State Of Trance 2015
- 2016 A State Of Trance 2016
- 2017 A State Of Trance 2017
- 2018 A State Of Trance 2018
- 2019 A State Of Trance 2019
- 2020 A State Of Trance 2020
- 2021 A State Of Trance 2021
- 2022 A State Of Trance 2022
- 2023 A State Of Trance 2023
- 2024 A State Of Trance 2024

### A State Of Trance Ibiza Series
- 2014 A State Of Trance Ibiza 2014 at Ushuaïa
- 2015 A State Of Trance Ibiza 2015 at Ushuaïa
- 2016 A State Of Trance Ibiza 2016
- 2017 A State Of Trance Ibiza 2017
- 2018 A State Of Trance Ibiza 2018
- 2019 A State Of Trance Ibiza 2019
- 2020 A State Of Trance Ibiza 2020
- 2022 A State Of Trance Ibiza 2022
- 2023 A State Of Trance Ibiza 2023
- 2024 A State Of Trance Ibiza 2024

### A State Of Trance Year Mix Series
- 2005 A State Of Trance Year Mix 2005 Mixed by Armin van Buuren
- 2006 A State Of Trance Year Mix 2006 Mixed by Armin van Buuren
- 2007 A State Of Trance Year Mix 2007 Mixed by Armin van Buuren
- 2008 A State Of Trance Year Mix 2008 Mixed by Armin van Buuren
- 2009 A State Of Trance Year Mix 2009 Mixed by Armin van Buuren
- 2010 A State Of Trance Year Mix 2010 Mixed by Armin van Buuren
- 2011 A State Of Trance Year Mix 2011 Mixed by Armin van Buuren
- 2012 A State Of Trance Year Mix 2012 Mixed by Armin van Buuren
- 2013 A State Of Trance Year Mix 2013 Mixed by Armin van Buuren
- 2014 A State Of Trance Year Mix 2004 Mixed by Armin van Buuren
- 2014 A State Of Trance Year Mix 2014 Mixed by Armin van Buuren
- 2015 A State Of Trance Year Mix 2015 Mixed by Armin van Buuren
- 2016 A State Of Trance Year Mix 2016 Mixed by Armin van Buuren
- 2017 A State Of Trance Year Mix 2017 Mixed by Armin van Buuren
- 2018 A State Of Trance Year Mix 2018 Mixed by Armin van Buuren
- 2019 A State Of Trance Year Mix 2019 Mixed by Armin van Buuren
- 2020 A State Of Trance Year Mix 2020 Mixed by Armin van Buuren
- 2021 A State Of Trance Year Mix 2021 Mixed by Armin van Buuren
- 2022 A State Of Trance Year Mix 2022 Mixed by Armin van Buuren
- 2023 A State Of Trance Year Mix 2023 Mixed by Armin van Buuren
- 2024 A State Of Trance Year Mix 2024 Mixed by Armin van Buuren

### A State Of Trance Classics Series
- 2006 A State Of Trance Classics Vol. 1 The Full Unmixed Versions
- 2007 A State Of Trance Classics Vol. 2 The Full Unmixed Versions
- 2008 A State Of Trance Classics Vol. 3 The Full Unmixed Versions
- 2009 A State Of Trance Classics Vol. 4 The Full Unmixed Versions
- 2010 A State Of Trance Classics Vol. 5 The Full Unmixed Versions
- 2011 A State Of Trance Classics Vol. 6 The Full Unmixed Versions
- 2012 A State Of Trance Classics Vol. 7 The Full Unmixed Versions
- 2013 A State Of Trance Classics Vol. 8 The Full Unmixed Versions
- 2014 A State Of Trance Classics Vol. 9 The Full Unmixed Versions
- 2015 A State Of Trance Classics Vol. 10 The Full Unmixed Versions
- 2016 A State Of Trance Classics Vol. 11 The Full Unmixed Versions
- 2017 A State Of Trance Classics Vol. 12 The Full Unmixed Versions
- 2018 A State Of Trance Classics Vol. 13 The Full Unmixed Versions
- 2020 A State Of Trance Classics Vol. 14 The Full Unmixed Versions

### A State Of Trance Radio Top Series
- 2008 A State Of Trance Radio Top 15 October 2008
- 2008 A State Of Trance Radio Top 15 November 2008
- 2008 A State Of Trance Radio Top 15 December 2008
- 2009 A State Of Trance Radio Top 15 January 2009
- 2009 A State Of Trance Radio Top 15 February 2009
- 2009 A State Of Trance Radio Top 15 March 2009
- 2009 A State Of Trance Radio Top 15 April 2009
- 2009 A State Of Trance Radio Top 15 May 2009
- 2009 A State Of Trance Radio Top 15 June 2009
- 2009 A State Of Trance Radio Top 15 July 2009
- 2009 A State Of Trance Radio Top 15 August 2009
- 2009 A State Of Trance Radio Top 15 September 2009
- 2009 A State Of Trance Radio Top 15 October 2009
- 2009 A State Of Trance Radio Top 15 November 2009
- 2009 A State Of Trance Radio Top 15 December 2009
- 2010 A State Of Trance Radio Top 15 January 2010
- 2010 A State Of Trance Radio Top 15 February 2010
- 2010 A State Of Trance Radio Top 15 March 2010
- 2010 A State Of Trance Radio Top 15 April 2010
- 2010 A State Of Trance Radio Top 15 May 2010
- 2010 A State Of Trance Radio Top 15 June 2010
- 2010 A State Of Trance Radio Top 15 July 2010
- 2010 A State Of Trance Radio Top 15 August 2010, September 2010 & October 2010
- 2010 A State Of Trance Radio Top 15 November 2010
- 2010 A State Of Trance Radio Top 15 December 2010
- 2011 A State Of Trance Radio Top 15 January 2011
- 2011 A State Of Trance Radio Top 15 February 2011
- 2011 A State Of Trance Radio Top 15 March & April 2011
- 2011 A State Of Trance Radio Top 15 May 2011
- 2011 A State Of Trance Radio Top 15 June 2011
- 2011 A State Of Trance Radio Top 15 July 2011
- 2011 A State Of Trance Radio Top 15 August 2011
- 2011 A State Of Trance Radio Top 15 September 2011
- 2011 A State Of Trance Radio Top 20 October 2011
- 2011 A State Of Trance Radio Top 20 November 2011
- 2011 A State Of Trance Radio Top 20 Of 2011 (December 2011)
- 2012 A State Of Trance Radio Top 20 January 2012
- 2012 A State Of Trance Radio Top 20 February 2012
- 2012 A State Of Trance Radio Top 20 March-April 2012
- 2012 A State Of Trance Radio Top 20 May 2012
- 2012 A State Of Trance Radio Top 20 June 2012
- 2012 A State Of Trance Radio Top 20 July 2012
- 2012 A State Of Trance Radio Top 20 August 2012
- 2012 A State Of Trance Radio Top 20 September & October 2012
- 2012 A State Of Trance Radio Top 20 November 2012
- 2012 A State Of Trance Radio Top 20 December 2012
- 2013 A State Of Trance Radio Top 20 January 2013
- 2013 A State Of Trance Radio Top 20 February-March 2013
- 2013 A State Of Trance Radio Top 20 April, March & June 2013
- 2013 A State Of Trance Radio Top 20 July 2013
- 2013 A State Of Trance Radio Top 20 August 2013
- 2013 A State Of Trance Radio Top 20 September, October & November 2013
- 2013 A State Of Trance Radio Top 20 December 2013
- 2014 A State Of Trance Radio Top 20 January 2014
- 2014 A State Of Trance Radio Top 20 February 2014
- 2014 A State Of Trance Radio Top 30 March - April - May 2014
- 2014 A State Of Trance Radio Top 20 June 2014
- 2014 A State Of Trance Radio Top 20 July 2014
- 2014 A State Of Trance Radio Top 20 August 2014
- 2014 A State Of Trance Radio Top 20 September, October 2014
- 2014 A State Of Trance Radio Top 20 November / December 2014
- 2015 A State Of Trance Radio Top 20 January 2015
- 2015 A State Of Trance Radio Top 20 February / March 2015
- 2015 A State Of Trance Radio Top 20 April / May 2015
- 2015 A State Of Trance Radio Top 20 June 2015
- 2015 A State Of Trance Radio Top 20 July 2015
- 2015 A State Of Trance Radio Top 20 August / September / October 2015
- 2015 A State Of Trance Radio Top 20 November / December 2015
- 2016 A State Of Trance Radio Top 20 January 2016
- 2016 A State Of Trance Radio Top 20 February 2016
- 2016 A State Of Trance Radio Top 20 March / April 2016
- 2016 A State Of Trance Radio Top 20 May / June 2016
- 2016 A State Of Trance Radio Top 20 July 2016
- 2016 A State Of Trance Radio Top 20 August/September 2016
- 2016 A State Of Trance Radio Top 20 October 2016
- 2016 A State Of Trance Radio Top 20 November/December 2016
- 2017 A State Of Trance Radio Top 20 January/February 2017
- 2017 A State Of Trance Radio Top 20 March 2017
- 2017 A State Of Trance Radio Top 20 June 2017
- 2017 A State Of Trance Radio Top 20 July 2017
- 2017 A State Of Trance Radio Top 20 September 2017
- 2017 A State Of Trance Radio Top 20 October 2017
- 2017 A State Of Trance Radio Top 20 November 2017
- 2018 A State Of Trance Radio Top 20 January 2018
- 2018 A State Of Trance Radio Top 20 February 2018
- 2018 A State Of Trance Radio Top 20 March 2018
- 2018 A State Of Trance Radio Top 20 May 2018
- 2018 A State Of Trance Radio Top 20 June 2018
- 2018 A State Of Trance Radio Top 20 July 2018
- 2018 A State Of Trance Radio Top 20 September 2018
- 2018 A State Of Trance Radio Top 20 October 2018
- 2019 A State Of Trance Radio Top 20 January 2019
- 2019 A State Of Trance Radio Top 20 March 2019
- 2019 A State Of Trance Radio Top 20 May 2019
- 2019 A State Of Trance Radio Top 20 June 2019
- 2019 A State Of Trance Radio Top 20 September 2019
- 2020 A State Of Trance Radio Top 20 January 2020